# Diiodmethan
Diiodmethan (CH2I2), in der Literatur ist häufiger die Bezeichnung Methyleniodid bzw. die veraltete Version Methylenjodid anzutreffen, ist ein zweifach iodiertes Derivat des Methans und somit ein halogenierter Kohlenwasserstoff. In der Natur ist diese Verbindung bspw. in Seewasser in Konzentrationen von einigen pmol/mol zu finden.

## Gewinnung und Darstellung
Diiodmethan kann ähnlich wie Dibrommethan durch Reaktion von Iodoform mit Natriumarsenit und Natriumhydroxid gewonnen werden.
{\displaystyle \mathrm {CHI_{3}+Na_{3}AsO_{3}+NaOH\rightarrow CH_{2}I_{2}+Na_{3}AsO_{4}+NaI} }
Es kann auch durch Reaktion von Kaliumiodid mit Dichlormethan hergestellt werden sowie in sehr guter Ausbeute durch Oxidation von Iodessigsäure mit Kaliumperoxodisulfat.

## Eigenschaften
In frischem Zustand ist Diiodmethan eine farblose Flüssigkeit, die sich im Laufe der Zeit durch Zersetzungsreaktionen am Tageslicht bräunlich verfärben kann. Sowohl die Dichte als auch der Brechungsindex von Diiodmethan sind mit 3,325 g·cm−3 bzw. 1,7425 (20 °C und 589,3 nm) außergewöhnlich hoch. Die Oberflächenspannung beträgt 0,0508 N·m−1.

## Verwendung
In der organischen Synthese kann CH2I2 zur Darstellung von Carbenen verwendet werden, zum Beispiel in der Simmons-Smith-Reaktion. Außerdem findet es als Iodquelle bei sandmeyerartigen Reaktionen Verwendung, zum Beispiel wenn in Systemen gearbeitet wird, in denen anorganische Iodide nicht löslich sind.
In der Mineralogie wird die Schwerflüssigkeit mithilfe der Immersionsmethode häufig zur Bestimmung des Brechungsindex von Mineralien, sowie zur Abtrennung und Dichtebestimmung unbekannter Schwermineralien verwendet. Wegen seiner unbestimmten Toxizität sollte Diiodmethan hierfür nicht mehr verwendet werden, zumal es in vielen Fällen sehr einfach durch ungefährlichere Schwerflüssigkeiten ersetzt werden kann.
Bei der Kontaktwinkelmessung wird Diiodmethan als Referenzflüssigkeit zur Bestimmung der Oberflächenenergie von Festkörpern verwendet, da es für eine rein bzw. vorwiegend unpolare Flüssigkeit eine relativ hohe Oberflächenspannung aufweist und daher gut messbare Kontaktwinkel ausbildet.